# Christophe Moulin (journaliste)
Pour les articles homonymes, voir Christophe Moulin et Moulin (homonymie).
Christophe Moulin, né le 7 février 1967, est un journaliste français de télévision.

## Biographie
Diplômé de l'ESJ, il travaille pour les télévisions TPS Star et 13ème rue, ainsi que pour Radio France.
En 1994, il rejoint la chaîne d'information en continu LCI : il est journaliste et rédacteur en chef, ainsi que chef du service « Police et Justice ». Il présente deux émissions hebdomadaires: une judiciaire "Preuves à l'appui" et une politique "Politoscopie".
Il a été marié en 1991 avec une première femme avec qui il a eu deux enfants. Il se remarie en 2011.[réf. nécessaire]
En septembre 2008, il succède à Julien Courbet à la présentation de Sans aucun doute sur TF1, jusqu'à l'arrêt de l'émission en décembre 2009, en raison d'audiences jugées plus faibles depuis le printemps précédent.
En décembre 2010, il présente Permis de reconstruire sur TF1 avec Denis Brogniart et Véronique Mounier.
Il a présenté Vu d'ailleurs, l'émission qui décrypte la presse internationale tous les vendredis, samedis et dimanches ; et dirigé le service justice de TF1 et LCI.
Dès septembre 2016, il anime La Médiasphère tous les jours en semaine de 9h à 10h sur LCI.
À partir de 2018 il présente, avec Anne-Chloé Bottet, la matinale du week-end sur LCI entre 6h30 et 10h.
Depuis avril 2022, il présente LCI Midi du lundi au vendredi, de 12h à 15h, aux côtés de Anne Seften puis seul à partir du 26 août 2024.